# Tjentište
 Ovo je glavno značenje pojma Tjentište. Za istoimeno naselje pogledajte Tjentište (Foča, BiH).
Tjentište je povijesno-geografski lokalitet u Bosni i Hercegovini.
Nalazi se u istočnoj Bosni, nedaleko Foče. Tjentište je kotlinsko proširenje rijeke Sutjeske dugo tri, a široko oko jednog kilometra. Nalazi se na 540 metara nadmorske visine. Smješteno je između dva suženja: Prosječnice i Ćurevske klisure. Dio je Nacionalnog parka Sutjeska.
Na Tjentištu se nalazi spomenik i kosturnica palih partizanskih boraca u bitci na Sutjesci koji su dio kompleksa Dolina heroja. Dolinu heroja je za vrijeme bivše Jugoslavije godišnje posjećivalo gotovo milijun ljudi.